# Stelodoryx lissostyla
Stelodoryx lissostyla är en svampdjursart som först beskrevs av Koltun 1959.  Stelodoryx lissostyla ingår i släktet Stelodoryx och familjen Myxillidae. Inga underarter finns listade i Catalogue of Life.